# گل پا در معماری کویری ایران
- بخشی از ساختمان‌های کویری فلات ایران و بخش شرقی آن یک نوع معماری درون گرایی وجود داشته با نام گل پا که امروزه به دست فراموشی سپرده شده خاصیت گل پا همان گونه که از اسم آن نیز بر می‌آید گذاره‌هایی از گلدان و باکسهایی چندضلعی است که در هنگام ورود به صحن خانه آن را در این ساختمان‌ها میتوان دید ، در برخی از موارد ورودی‌ها دارای بخشی تاریک و با سقفهایی سوراخ دار می‌باشند که نور را تا حدودی بر روی گل پا قرار می‌دهد و آن را همچون رد و نماد اشاره به ساختمان میکند. علل و عوامل ساخت و تولید این نوع گلدانها یا باکسها وجود یک حرکت عمیق در روحیه انسان برون گرای ایرانی بوده که میتوان نقش شوکوفا شده آن را در باغ‌های بزرگی همچون باغ شازده کرمان دید که در دل کویر مجموعه‌ای از درختان و گیاهان را وارد قلب کویر خشک کرده‌اند.
- اما گل پا یک بخش کوچک ولی تأثیرگذار در ساختمان‌های آن مناطق داشته‌است ، به صورت نمونه میتوان گفت فردی که به ساختمانی در روستاهای اطراف بیرجند یا طبس وارد میشده به دلیل وجود آب و هوایی خشک و بیابانی و کمبود شدید آب شیرین ، وقتی این صحنه را میدیده ، در صور روحی خود یک نوع القای از طبیعت پرجان و سبز را یافت میکرده و گفتنی است که این نوع معماری در آن زمان بخشی از ساختمانهایی بوده که در آن از گودال باغچه نیز استفاده میشده است.
- متأسفانه امروزه در هیچ یک از ساختمان‌های فلات مرکزی و شرقی ایران گل پا دیده نمی‌شود .